# La espera (pel·lícula de 2023)
La espera és una pel·lícula espanyola de thriller de terror fantàstic del 2023 dirigida i escrita per Francisco Javier Gutiérrez i protagonitzada per Víctor Clavijo i Ruth Díaz.

## Argument
Ambientada al camp andalús, la trama segueix el malson personal d'un guardacaça després de patir la tràgica pèrdua de la seva família.

## Repartiment
- Víctor Clavijo com a Eladio[3]
- Ruth Díaz com a Marcia[4]
- Manuel Morón com a Don Francisco[4]
- Moisés Ruiz com a Floren[4]
- Pedro Casablanc[5]
- Antonio Estrada[5]
- Luis Callejo[5]

## Producció
La pel·lícula va ser produïda per Spal Films al costat de Nostromo Pictures i Unfiled Films, amb la participació de Canal Sur i el suport de la Junta de Andalucía.El rodatge es va fer a la província de Sevilla.

## Llançament

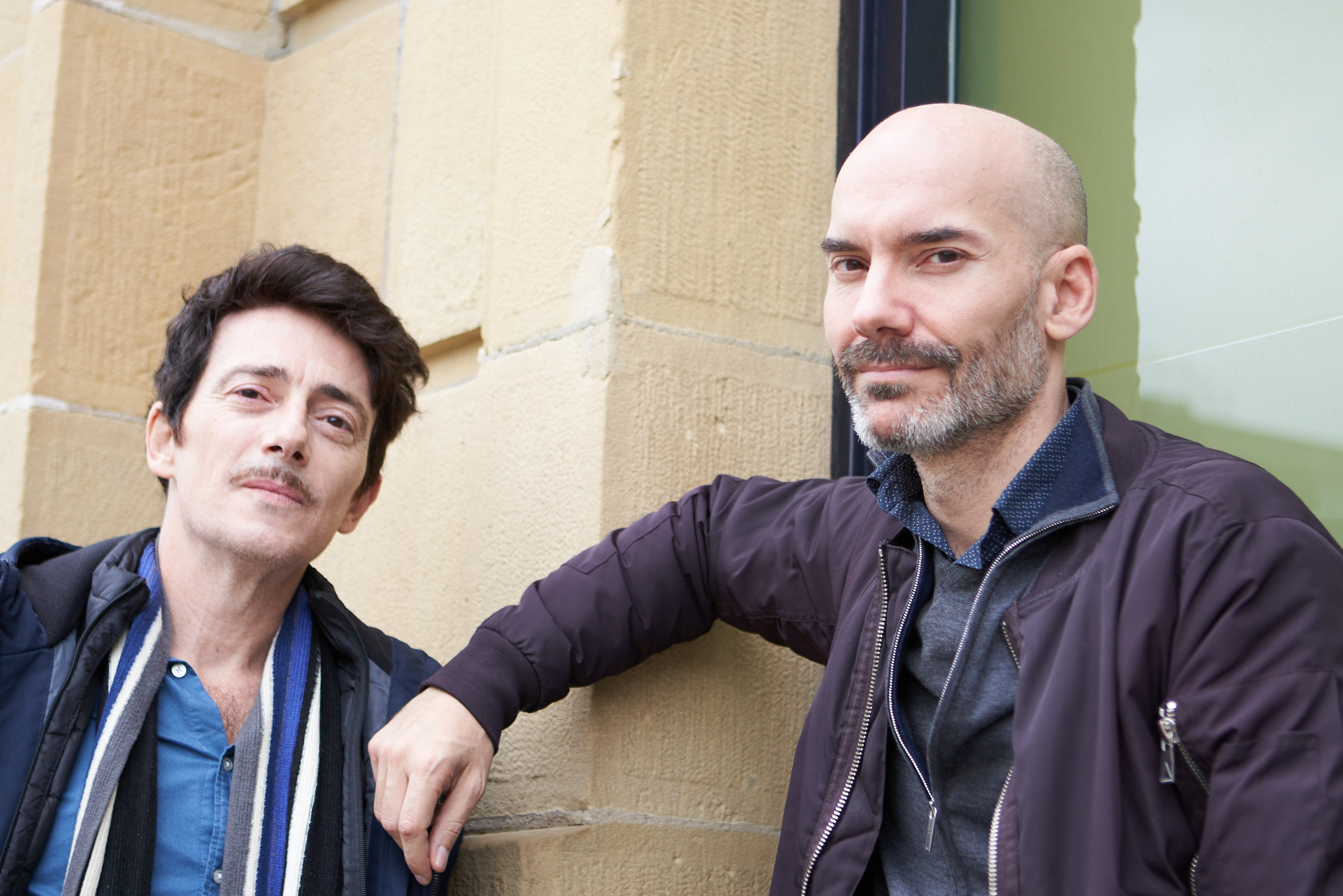
Clavijo i Gutiérrez durant la presentació de la pel·lícula al Festival de Cinema de Terror i Fantasia de Sant Sebastià 2023

Film Factory va assumir els drets internacionals de la pel·lícula. La pel·lícula estava programada per a la seva estrena mundial al 30è Festival Internacional de Cinema d'Oldenburg el 14 de setembre de 2023. També es van acordar projeccions al Fantastic Fest i al LVI Festival Internacional de Cinema Fantàstic de Catalunya. Va arribar al Festival Internacional de Cinema de Vancouver de 2023 per a la seva estrena canadenca. Es va estrenar a les sales de cinema a Espanya el 15 de desembre de 2023. Film Movement va adquirir els drets de distribució nord-americans de la pel·lícula.

## Recepció
Al lloc web de l'agregador de ressenyes Rotten Tomatoes, el 86% de les crítiques de 22 crítiques són positives, amb una valoració mitjana de 6,7/10.
Jordan Mintzer de The Hollywood Reporter va subratllar com a resultat final "una tècnica sòlida a la recerca d'una història més sòlida".
En una ressenya per a UPI, Fred Topel va considerar que la pel·lícula era "un western amb temes universals que encara són rellevants en els nostres dies", amb la tragèdia que va succeir al seu protagonista sent "captivant i, amb sort, advertidora".
Ricardo Rosado fr Fotogramas va descriure la pel·lícula com una venjança a l'estil de Los santos inocentes que abraçava la bogeria de Mandy, amb un Clavijo que finalment va aconseguir el temps de pantalla i el paper que es mereix.

## Reconeixements
| Any  | Premi                 | Categoria                         | Nominat                             | Resultat                                     | Ref           |
| ---- | --------------------- | --------------------------------- | ----------------------------------- | -------------------------------------------- | ------------- |
| 2024 | 3rs Premis Carmen     | Millor pel·lícula                 | Millor pel·lícula                   | Nominat                                      | [ 15 ] [ 16 ] |
| 2024 | 3rs Premis Carmen     | Millor director                   | F. Javier Gutiérrez                 | Nominat                                      | [ 15 ] [ 16 ] |
| 2024 | 3rs Premis Carmen     | Millor guió original              | F. Javier Gutiérrez                 | Nominat                                      | [ 15 ] [ 16 ] |
| 2024 | 3rs Premis Carmen     | Millor actor                      | Víctor Clavijo                      | Guanyador                                    | [ 15 ] [ 16 ] |
| 2024 | 3rs Premis Carmen     | Millor actor secundari            | Manuel Morón                        | Nominat                                      | [ 15 ] [ 16 ] |
| 2024 | 3rs Premis Carmen     | Millor actor secundari            | Pedro Casablanc                     | Nominat                                      | [ 15 ] [ 16 ] |
| 2024 | 3rs Premis Carmen     | Millor actor novell               | Antonio Estrada                     | Guanyador                                    | [ 15 ] [ 16 ] |
| 2024 | 3rs Premis Carmen     | Millor muntatge                   | F. Javier Gutiérrez                 | Nominat                                      | [ 15 ] [ 16 ] |
| 2024 | 3rs Premis Carmen     | Millor direcció artística         | Yoyi Mauriño, F. Javier Gutiérrez   | Nominat                                      | [ 15 ] [ 16 ] |
| 2024 | 3rs Premis Carmen     | Millor vestuari                   | Consuelo Bahamonde, Andrea Escudero | compartit amb Lourdes Fuentes ('Tin & Tina') | [ 15 ] [ 16 ] |
| 2024 | 3rs Premis Carmen     | Millors efectes especials         | Joaquín Ortega                      | Nominat                                      | [ 15 ] [ 16 ] |
| 2025 | 29ns Premis Satellite | Millor pel·lícula — Internacional | Millor pel·lícula — Internacional   | Pendent                                      | [ 17 ]        |